# Primera División 1931 (Venezuela)
La Primera División 1931 fu la 11ª edizione del campionato venezuelano di calcio, e fu vinta dal Deportivo Venezuela.

## Avvenimenti
Il Deportivo Venezuela ottenne il titolo, superando il secondo classificato Centro Atlético.

## Classifica finale
Nota: la classifica è incompleta, poiché solo parte degli incontri disputati in quell'anno sono conosciuti.
|                      | Pos. | Squadra             | Pt | G | V | N | P | GF | GS | DR |
| -------------------- | ---- | ------------------- | -- | - | - | - | - | -- | -- | -- |
| Venezuela (bandiera) | 1.   | Deportivo Venezuela | 10 | 7 | 4 | 2 | 1 | 10 | 5  | +5 |
|                      | 2.   | Centro Atlético     | 6  | 6 | 2 | 2 | 2 | 9  | 4  | +5 |
|                      | 3.   | Dos Caminos         | 4  | 5 | 2 | 0 | 3 | 10 | 9  | +1 |
|                      | 4.   | Alemania            | 2  | 5 | 1 | 0 | 4 | 6  | 7  | -1 |
|                      | 4.   | Unión SC            | 2  | 1 | 1 | 0 | 0 | 1  | 0  | +1 |

Legenda: 

         Campione del Venezuela 1931
Note:
Due punti a vittoria, uno a pareggio, zero a sconfitta.

## Risultati
Nota: i risultati non sono divisi per giornata; sono elencate le partite di cui è noto il risultato.
| Dos Caminos | 5 - 2 | Deportivo Venezuela |

| Centro Atlético | 2 - 0 | Alemania |

| Unión SC | 1 - 0 | Alemania |

| Dos Caminos | 3 - 0 | Alemania |

| Deportivo Venezuela | 2 - 1 | Centro Atlético |

| Centro Atlético | 0 - 0 | Deportivo Venezuela |

| Deportivo Venezuela | 1 - 0 | Centro Atlético |

| Deportivo Venezuela | 1 - 1 | Centro Atlético |

| Deportivo Venezuela | 3 - 1 | Dos Caminos |

| Centro Atlético | 5 - 0 | Dos Caminos |

| Deportivo Venezuela | 1 - 0 | Alemania |

| Alemania | 6 - 1 | Dos Caminos |